# Krajobraz

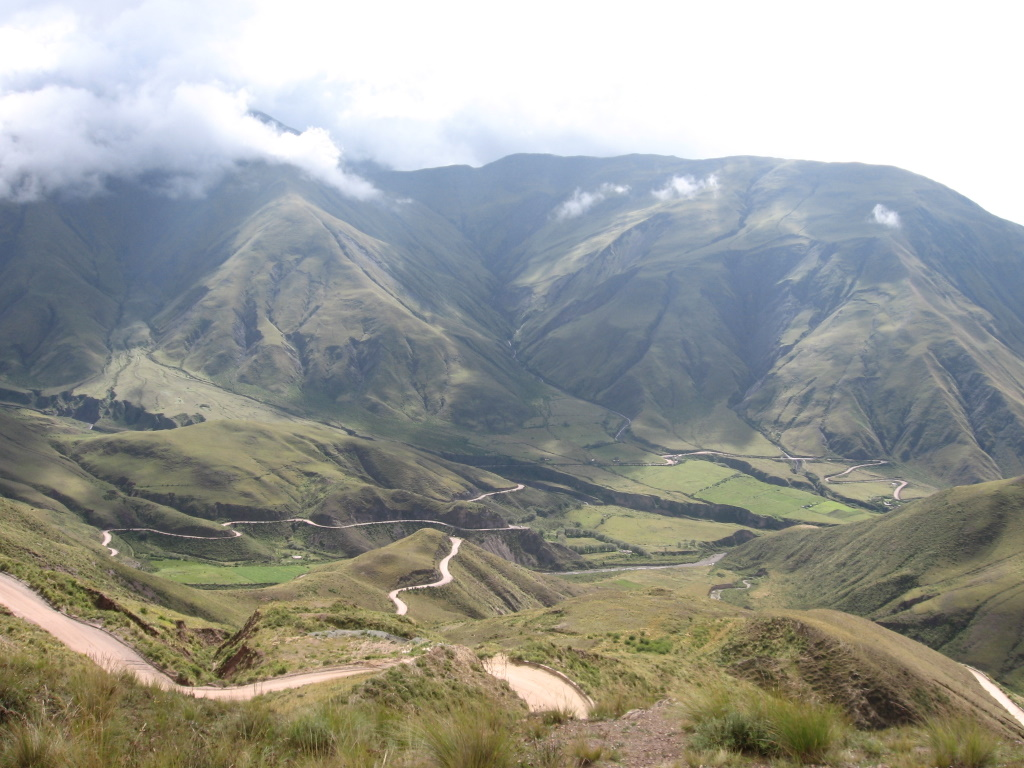
Krajobraz górski

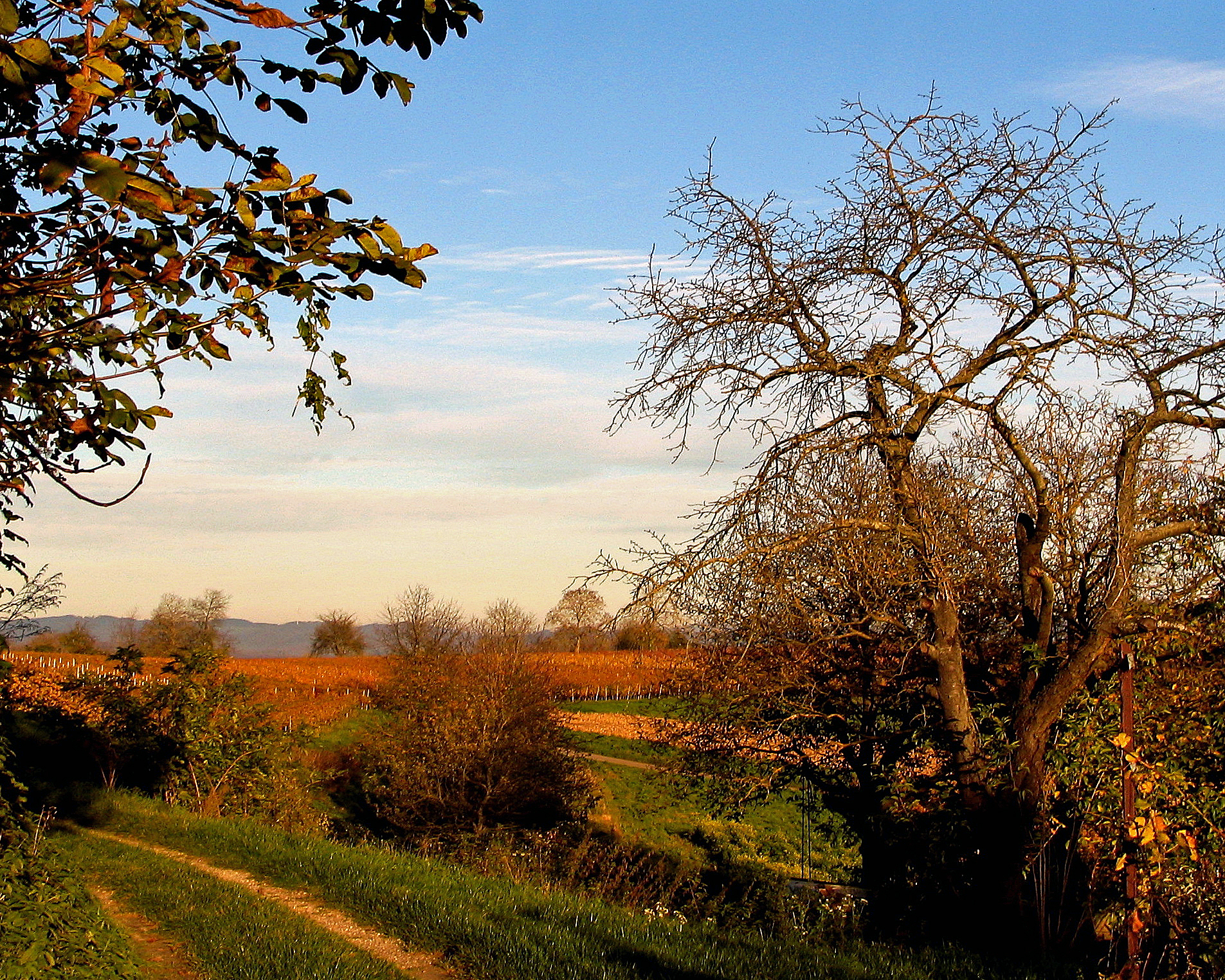
Krajobraz jesienny

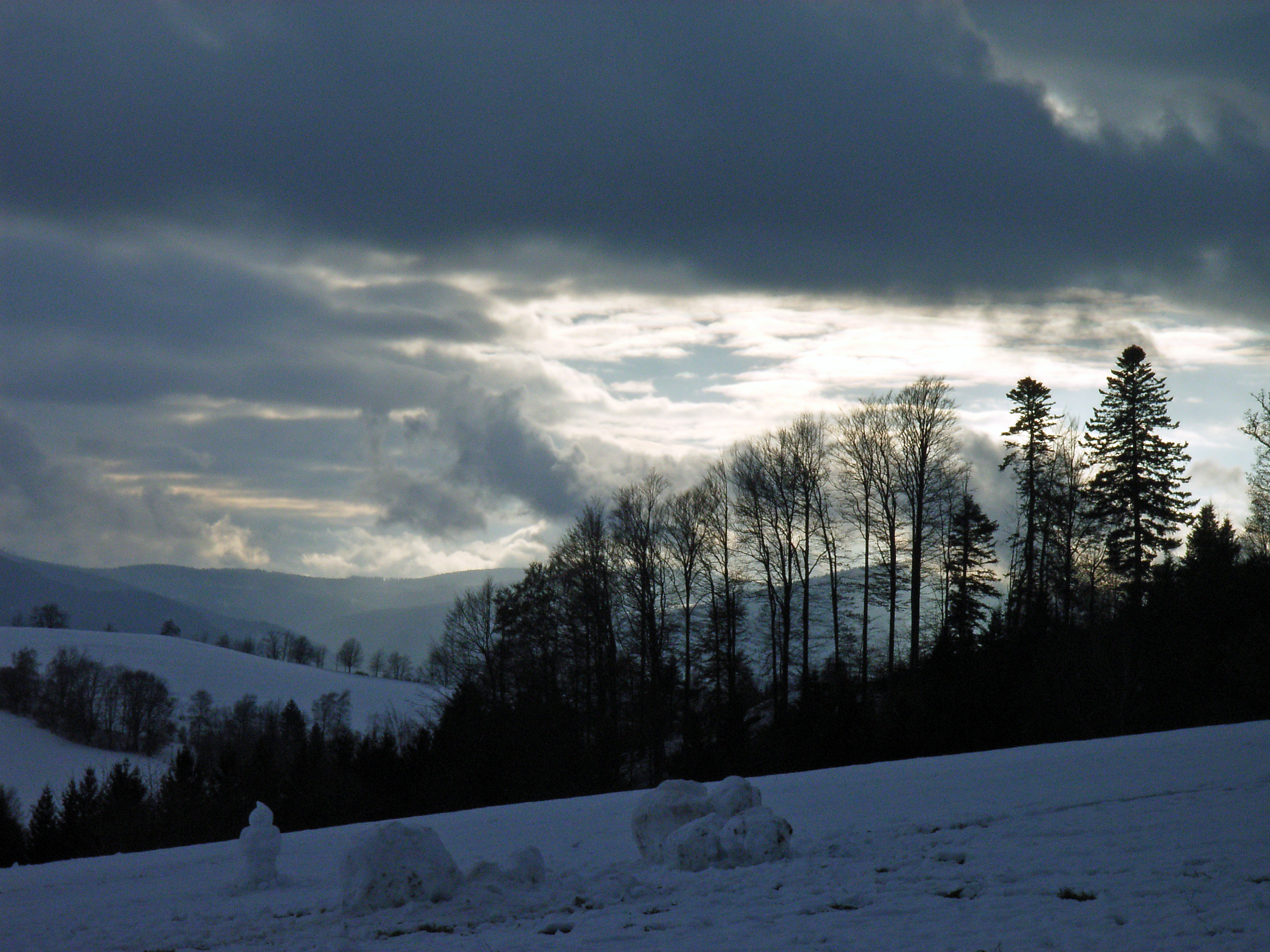
Krajobraz zimowy

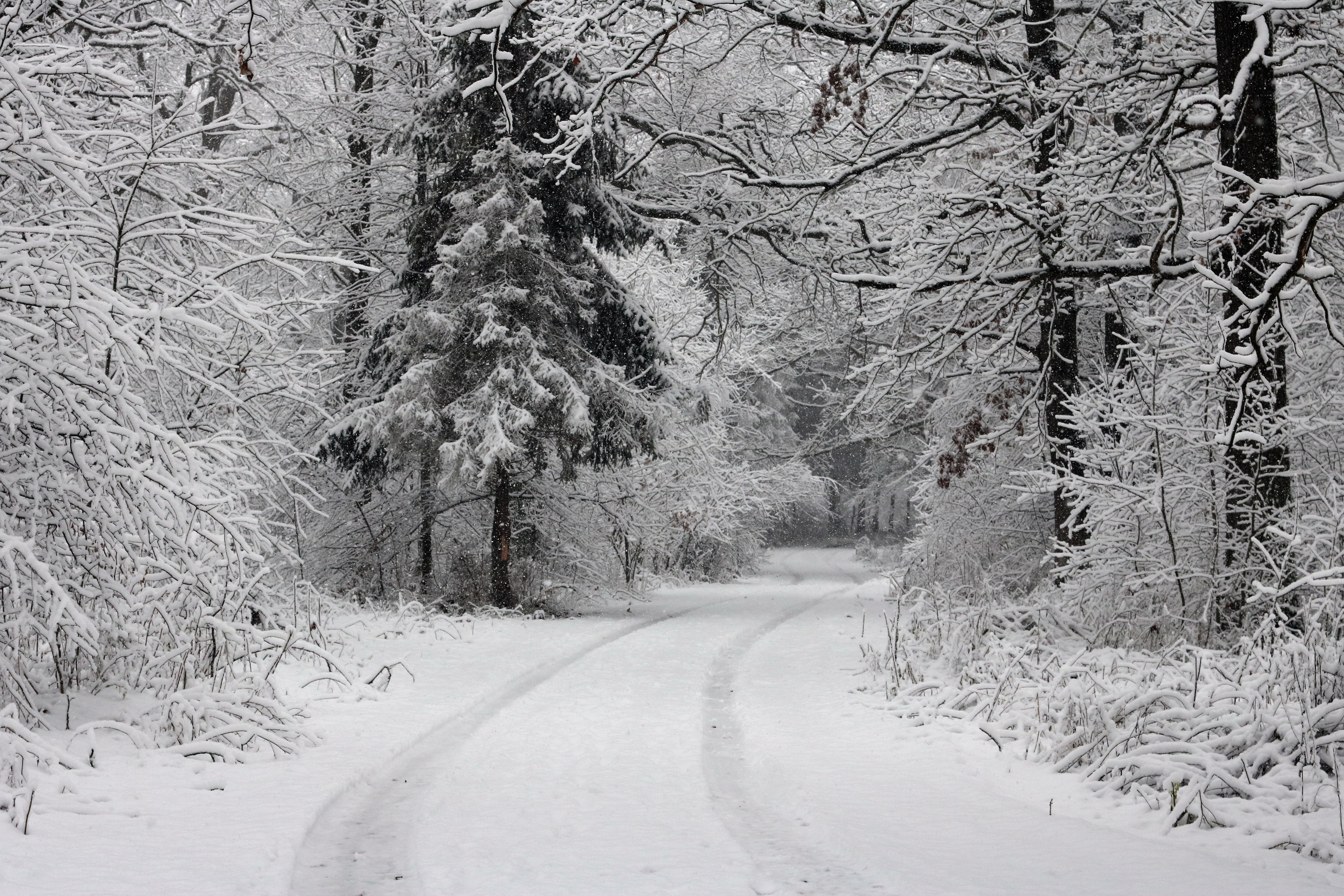
Krajobraz zimowy

Krajobraz – wieloznaczny termin stosowany w różnych dziedzinach nauki (geografia, ekologia, biologia, architektura, geochemia). Najogólniej za krajobraz uważa się ogół cech przyrodniczych i antropogenicznych wyróżniających określony teren, zespół typowych cech danego terenu. Według Dawida L. Armanda krajobraz jest synonimem terytorialnego (środowisko lądowe) lub akwatorialnego (środowisko wodne) kompleksu terytorialnego. Poza kontekstem fachowym słowo „krajobraz” jest używane w celu określenia formy widoku (np. krajobraz miejski, zimowy, malowniczy, zeszpecony).
Zonneveld (1990) traktuje krajobraz jako przestrzenny i materialny wymiar rzeczywistości ziemskiej i definiuje go jako „kompleksowy system składający się z form rzeźby i wód, roślinności i gleb, skał i atmosfery”. Z kolei Kondracki i Richling (1983) definiują krajobraz jako „część epigeosfery, stanowiącą złożony przestrzenie geokompleks o swoistej strukturze i wewnętrznych powiązaniach”. W definicji Godrona (1986) podkreślany jest fakt niejednorodności, swoistej ziarnistości: „krajobraz stanowi heterogeniczny fragment terenu, złożony z powiązanych wzajemnie ekosystemów”.
W ekologii krajobraz może być zdefiniowany jako fizjocenoza, zbiór przestrzenny ekosystemów o zbliżonej strukturze zewnętrznej (ekosystemy leśne, łąkowe, wodne), które połączone są procesem obiegu materii i przepływu energii, a także oddziaływaniem antropogenicznym. Jednakże taka definicja nie odróżnia krajobrazu od ekosystemu. Dodatkowo w krajobrazie występują obok siebie różne ekosystemy, np. w lesie występują jeziora, rzeki, torfowiska, polany itd.
W literaturze krajobraz stanowi przedmiot często nagradzanego opisu.

## Cechy krajobrazu
- Krajobraz zajmuje wycinek przestrzeni i można go przedstawić na mapie.
- Krajobraz charakteryzuje się swoistą fizjonomią, którą można przedstawić w formie graficznej (rysunek, fotografia itd.)
- Krajobraz jest systemem dynamicznym. Jego sposób funkcjonowania uzależniony jest od części składowych oraz powiązań między nimi jak i dominujących procesów.
- Krajobraz podlega zmianom (ewolucja krajobrazu), każdy krajobraz ma swoją historię jak i podlega zmianom sezonowym, np. zimą w Polsce teren pokrywa warstwa śniegu, wiosną zieleni się młoda ruń, jesienią złocą się uschnięte liście na drzewach.

Krajobraz (fizjocenoza, krajobraz ekologiczny) charakteryzuje się pewną ziarnistością i niejednorodnością (różna skala niejednorodności). Ponadto możemy mówić o hierarchii układów ekologicznych (różna wielkość – zawieranie się w sobie, różna złożoność). Zjawisko sukcesji odnoszone jest do różnych poziomów organizacji ekologicznej, bardzo rozbieżnych terytorialnie i być może funkcjonalnie. Bez wnikania w istotę tej hierarchii oraz klasyfikację poziomów, poprzestańmy na stwierdzeniu, że istnieją układy naturalnie wyodrębnione. Będą one wyodrębniającymi się terytorialnie, strukturalnie lub funkcjonalnie układami ekologicznymi o różnym statusie hierarchicznym (ekosystemy, biogeocenozy, zbiorowiska, konsorcja, siedliska, synuzja, biochory, strefy itp.). Układem naturalnie wyodrębnionym może być zarówno żywiciel w stosunku do pasożyta, wyspa siedliskowa, drobny zbiornik, zadrzewienie śródpolne, wyspa oceaniczna. Układy takie cechuje różny stopień wyodrębnienia z otoczenia. Na przykład zbiornik wodny bardziej wyodrębnia się z otoczenia niż zadrzewienie śródpolne – bo większe są różnice w charakterystykach środowiskowych. Organizmy żywe są przystosowane do różnych czynników środowiskowych (parametrów itp.). Nie ma jednak organizmu (gatunku), który byłby przystosowany maksymalnie do wszystkiego. Pewne czynniki środowiskowe, np. niska temperatura, duża wilgotność itp., negatywnie i ograniczająco oddziałują na jedne gatunki (zmniejszają szanse przeżycia – całkowicie lub tylko częściowo), podczas gdy inne gatunki są do nich zaadaptowane i znoszą je bez szkody (lub przynajmniej z mniejszą szkodą). Są jednocześnie takie oddziaływania abiotyczne, które niszczą wszystkie organizmy. To są właśnie lokalne katastrofy (pożar, wybuch wulkanu).

## Typy krajobrazu
W zależności od stanu i stopnia zniszczenia rozróżnia się krajobrazy:
- pierwotne, które wykazują zdolność do samoregulacji, a ich równowaga biologiczna nie jest zachwiana przez człowieka (np. anekumeny)
- naturalne, które wykazują częściową zdolność do samoregulacji, jednak nie zawierają istotnych elementów przestrzennych wprowadzonych w wyniku działalności człowieka
- kulturowe, które wykazują zachwianą zdolność samoregulacji i wymagają ochrony; znajdują się pod wpływem intensywnej działalności człowieka
- zdewastowane, które charakteryzują się silnym uprzemysłowieniem i urbanizacją, brakiem naturalnych elementów krajobrazu oraz unifikacją formy (wymagają działań rekultywacyjnych[5]).

W Polsce i Europie dominują krajobrazy kulturowe, ale coraz więcej obszarów jest zdewastowanych, uległych degradacji.

## Krajobraz ekologiczny

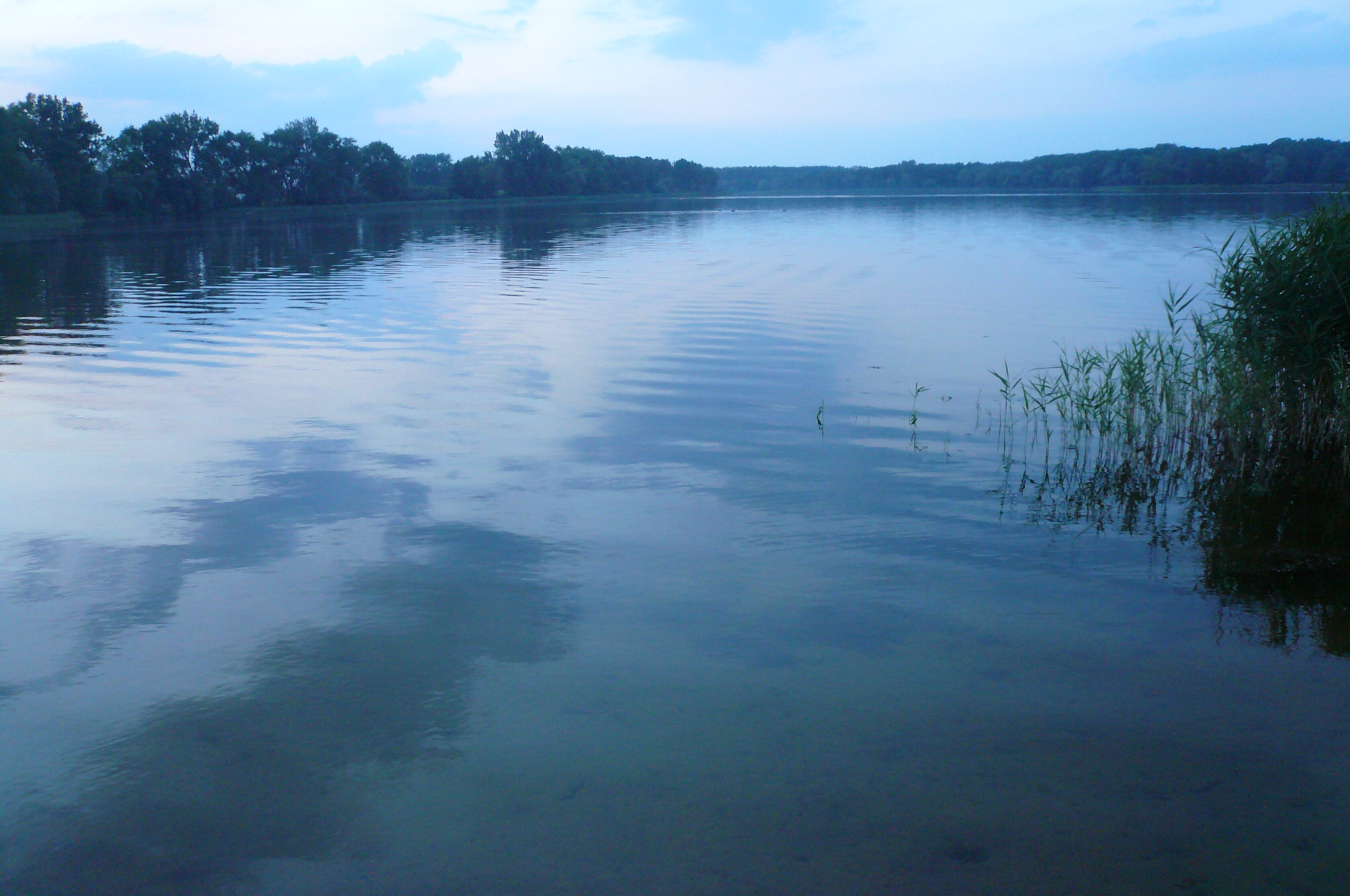
Makrofity strefy przybrzeżnej Jeziora Myśliborskiego

W ekologii czasami używa się pojęcia krajobrazu ekologicznego, traktowanego jako wyższy poziom organizacji, skupiający różne ekosystemy. Krajobraz ekologiczny jest to wyodrębniający się obszar o charakterystycznej fizjonomii (np. wiejski, zurbanizowany, pojezierny), zbudowany z powiązanych z sobą ekosystemów.
Krajobraz ekologiczny traktowany jest jako poziom organizacji nadrzędny w stosunku do ekosystemu. W zasadzie jest synonimem pojęcia krajobraz – właściwsze jest stosowanie pojęcia „ekologia krajobrazu” zamiast „krajobraz ekologiczny”.